# Ніколай Куртев
Ніколай Гошев Куртев (болг. Николай Гошев Куртев; нар. 22 серпня 1985, Димитровград, Хасковська область) — болгарський борець вільного стилю, бронзовий призер чемпіонату Європи, срібний та бронзовий призер чемпіонатів світу серед студентів.

## Життєпис
Виступав за борцівський клуб Руєна. Тренер — Валентин Райчев.

## Спортивні результати на міжнародних змаганнях

### Виступи на Чемпіонатах світу
| Змагання                        | Збірна   | Вагова категорія          | Місце |
| ------------------------------- | -------- | ------------------------- | ----- |
| Чемпіонат світу з боротьби 2009 | Болгарія | вільна боротьба, до 66 кг | 13    |
| Чемпіонат світу з боротьби 2017 | Болгарія | вільна боротьба, до 65 кг | 21    |

### Виступи на Чемпіонатах Європи
| Змагання                         | Збірна   | Вагова категорія          | Місце  |
| -------------------------------- | -------- | ------------------------- | ------ |
| Чемпіонат Європи з боротьби 2013 | Болгарія | вільна боротьба, до 66 кг | 9      |
| Чемпіонат Європи з боротьби 2016 | Болгарія | вільна боротьба, до 70 кг | Бронза |
| Чемпіонат Європи з боротьби 2017 | Болгарія | вільна боротьба, до 70 кг | 5      |

### Виступи на Кубках світу
| Змагання                    | Збірна   | Вагова категорія          | Місце |
| --------------------------- | -------- | ------------------------- | ----- |
| Кубок світу з боротьби 2011 | Болгарія | вільна боротьба, до 66 кг | 12    |
| Кубок світу з боротьби 2013 | Болгарія | вільна боротьба, до 66 кг | 13    |

### Виступи на Чемпіонатах світу серед студентів
| Змагання                                        | Збірна   | Вагова категорія          | Місце  |
| ----------------------------------------------- | -------- | ------------------------- | ------ |
| Чемпіонат світу з боротьби серед студентів 2008 | Болгарія | вільна боротьба, до 66 кг | Бронза |
| Чемпіонат світу з боротьби серед студентів 2010 | Болгарія | вільна боротьба, до 66 кг | Срібло |

### Виступи на інших змаганнях
| Змагання                                 | Збірна   | Вагова категорія          | Місце  |
| ---------------------------------------- | -------- | ------------------------- | ------ |
| Турнір Дана Колова — Ніколи Петрова 2008 | Болгарія | вільна боротьба, до 66 кг | Золото |
| Турнір Дана Колова — Ніколи Петрова 2011 | Болгарія | вільна боротьба, до 66 кг | Бронза |
| Меморіал Іона Корнеану 2011              | Болгарія | вільна боротьба, до 66 кг | 5      |
| Турнір Дана Колова — Ніколи Петрова 2013 | Болгарія | вільна боротьба, до 66 кг | 8      |
| Меморіал Іона Корнеану 2013              | Болгарія | вільна боротьба, до 66 кг | 5      |
| Турнір Яшара Догу 2014                   | Болгарія | вільна боротьба, до 70 кг | 17     |
| Турнір Яшара Догу 2015                   | Болгарія | вільна боротьба, до 65 кг | 9      |
| Турнір Дана Колова — Ніколи Петрова 2015 | Болгарія | вільна боротьба, до 65 кг | Срібло |
| Турнір Дана Колова — Ніколи Петрова 2016 | Болгарія | вільна боротьба, до 70 кг | Срібло |
| Турнір Дана Колова — Ніколи Петрова 2017 | Болгарія | вільна боротьба, до 70 кг | Срібло |
| Меморіал Вацлава Циолковського 2017      | Болгарія | вільна боротьба, до 70 кг | Бронза |

### Виступи на змаганнях молодших вікових груп
| Змагання                                       | Збірна   | Вагова категорія          | Місце |
| ---------------------------------------------- | -------- | ------------------------- | ----- |
| Чемпіонат світу з боротьби серед юніорів 2005  | Болгарія | вільна боротьба, до 60 кг | 5     |
| Чемпіонат Європи з боротьби серед юніорів 2005 | Болгарія | вільна боротьба, до 60 кг | 5     |